# بورما اوچیربات
بورما اوچیربات (به انگلیسی: Burmaa Ochirbat)، زادهٔ ۲۸ مهٔ ۱۹۸۲، یک کشتی‌گیر آزادکار اهل مغولستان است. وی سابقه حضور در المپیک ۲۰۰۴ آتن و المپیک ۲۰۱۲ لندن و المپیک ۲۰۲۰ توکیو را دارد.